# Kirstenbosch

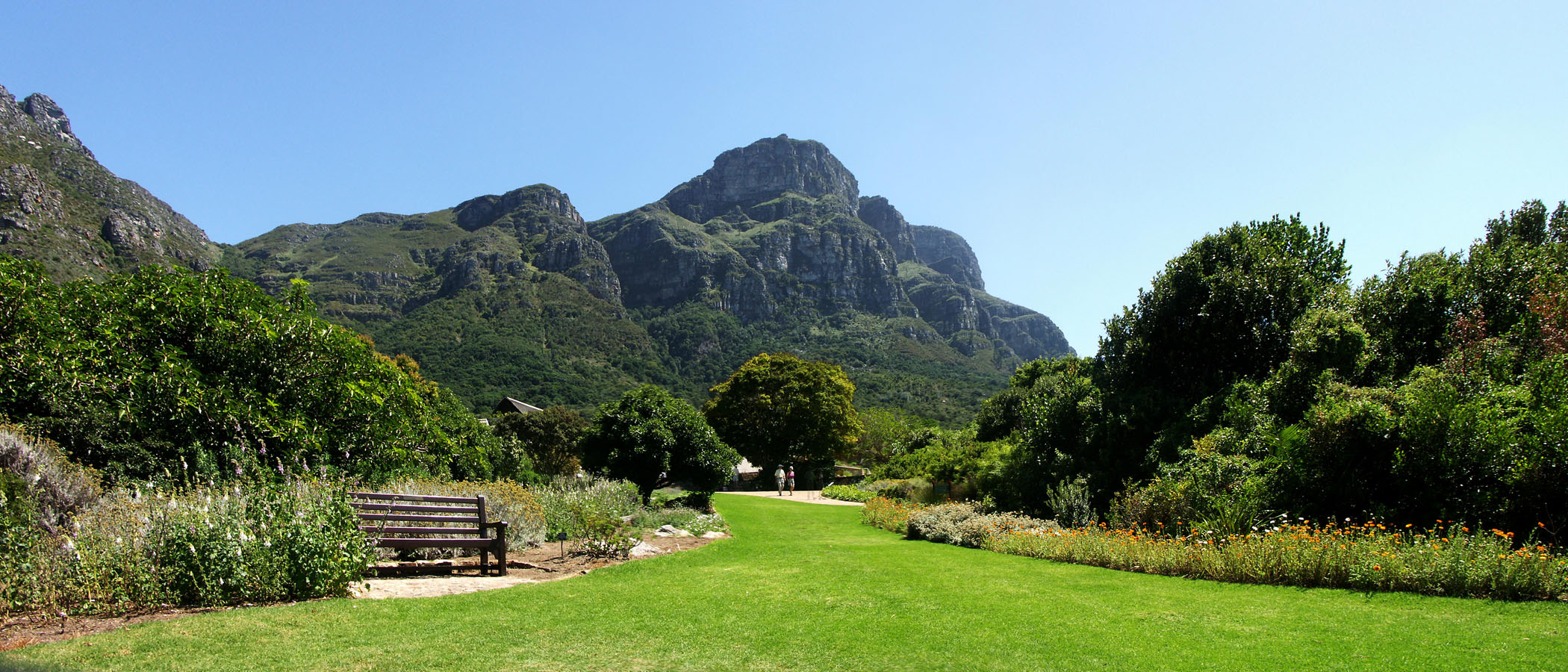
Vista de la parte norte desde Kirstenbosch. En el este se encuentra la Montaña de la Mesa que domina el panorama. Por la derecha al fondo, se eleva el Devil's Peak. La pluviometría de este lado, es mayor que de los otros lados, lo que posibilita una vegetación más densa.

Kirstenbosch por un lado es un suburbio de la ciudad sudafricana de Ciudad del Cabo, por otra parte es el término utilizado por los bóeres, que designa a Jardín botánico. Es el mayor de los 8 Jardines Botánicos Nacionales de África del Sur, que son administrados por el South African National Biodiversity Institute (SANBI). Tiene una extensión total de 528 hectáreas con 470 hectáreas de vegetación natural de la zona y 58 hectáreas de jardines acondicionados. Es miembro del BGCI y presenta trabajos para la Agenda Internacional para la Conservación en los Jardines Botánicos, su código de identificación internacional como institución botánica así como de su herbario es NBG.

## Localización
Se encuentra en Osthang Tafelberg (Montaña de la Mesa), Ciudad del Cabo, África del Sur, y se le considera como uno de los más bellos jardines botánicos del mundo.
Kirstenbosch National Botanical Garden South African National Biodiversity Institute, Private Bag X7, Claremont 7735, Cape Town-Ciudad del Cabo, Western Cape Sudáfrica 33°59′22″S 18°25′49″E / -33.98944, 18.43028
- Promedio Anual de Lluvia: 1.440 mm
- Altitud: 100 m s. n. m.
- Área Bajo Cristal: 7.740 m²
- Área Bajo Sombra: 2.500 m²

## Historia
Estas tierras fueron legadas por el hombre de negocios inglés Cecil Rhodes,  a su muerte en 1902, a la Corona inglesa. Este compró la zona en 1895, con la intención de evitar cualquier asentamiento en estos terrenos.  
Kirstenbosch fue creado el 1 de julio de 1913, con el cometido de reunir y albergar la diversidad de especies de la Flora de la región de Ciudad del Cabo. Este principio se cumple aún actualmente.
Su primer director fue el Profesor Harold Pearson, quien está enterrado aquí. Su primer curador [administrador y director),  fue J.W.Mathews, durante su ejercicio, se planificó el jardín de la rocalla.
El 1 de septiembre de 2004, el National Botanical Institute se remodeló como el South African National Biodiversity Institute (SANBI).

## Colecciones
En este jardín botánico, se hace un especial hincapié en las plantas del territorio surafricano.
- Secciones de Proteaceae, Ericas, Cycas y Restionaceae.
- Plantas suculentas
- La Rocalla de Mathew, con plantas que se desarrollan en los roquedales
- Arboretum
- Sección de plantas domésticas
- Plantas olorosas y sendero para ciegos.
- Plantas xerofíticas, su exposición las hace atractivas como plantas de jardín gracias a sus pocos requerimientos hídricos.
- Invernadero, se encuentra en la parte de la entrada principal, albergando las plantas de los más importantes biotopos de África del Sur, tales  como:  Karoo, Fynbos, sabana entre otras muchos.

En el verano (desde diciembre hasta marzo) tienen lugar en él,  conciertos gratuitos.
Teniendo como punto de partida el botánico, hay varios senderos que nos llevan hasta puntos de interés próximos, tales como:
- El sendero hasta the Skeleton Gorge (Garganta del esqueleto) uno de los más conocidos itinerarios que nos acercan a uno de los bordes de la montaña.
- Hacia el norte nos podemos acercar hasta el Rhodes' Memorial a lo largo del  Devil's peak.
- Por el sur se encuentra el itinerario hasta el Constantia Nek.

## Actividades
En este jardín botánico se alberga además:
- La sede central del SANBI
- El Compton Herbarium
- El Centro Educativo sobre el Ambiente de los Campos Auríferos
- El Centro de Investigaciones del Kirstenbosch
- La Biblioteca Harry Molteno

## Galería de imágenes

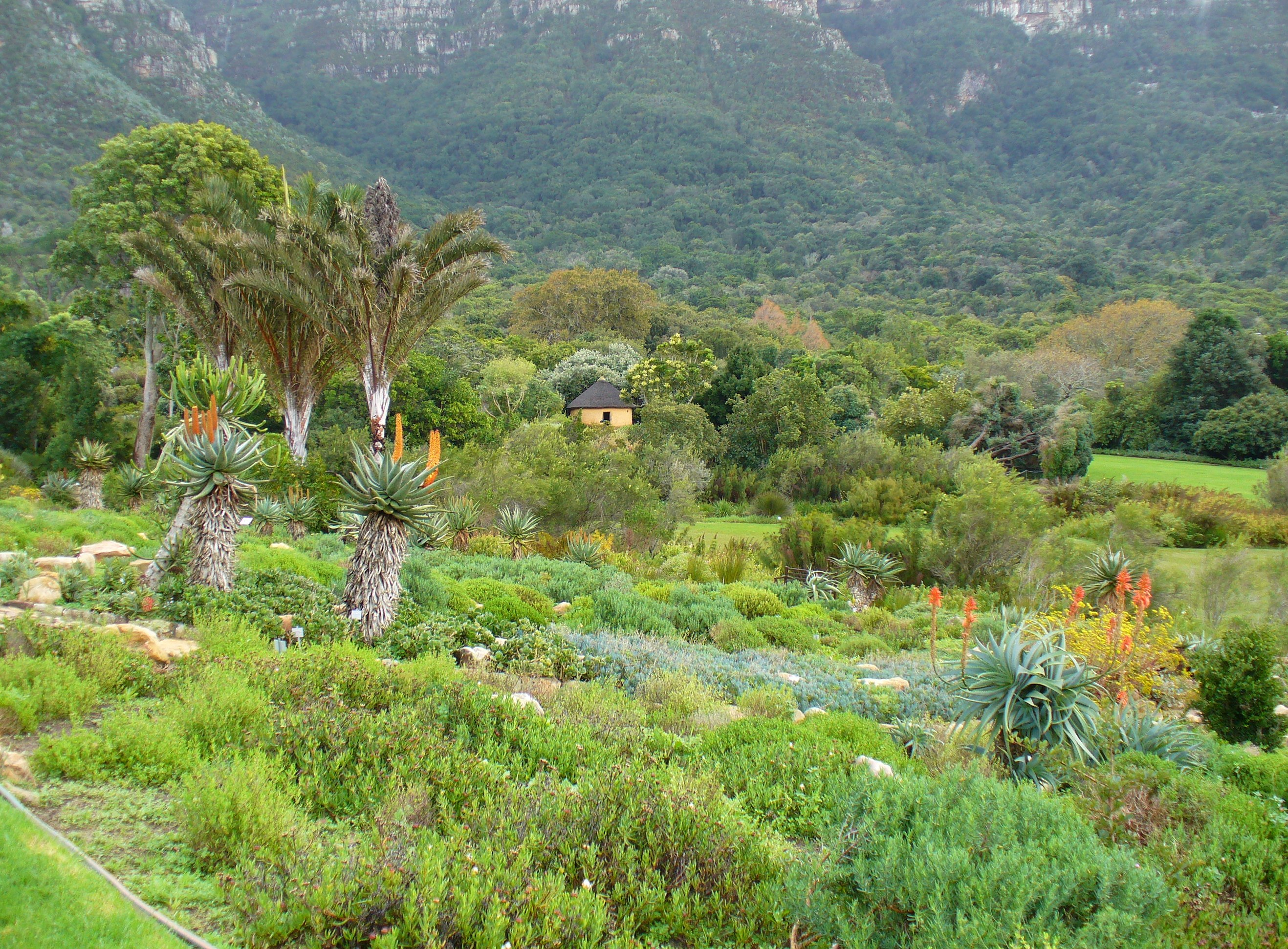
Vista general de los jardines  Kirstenbosch
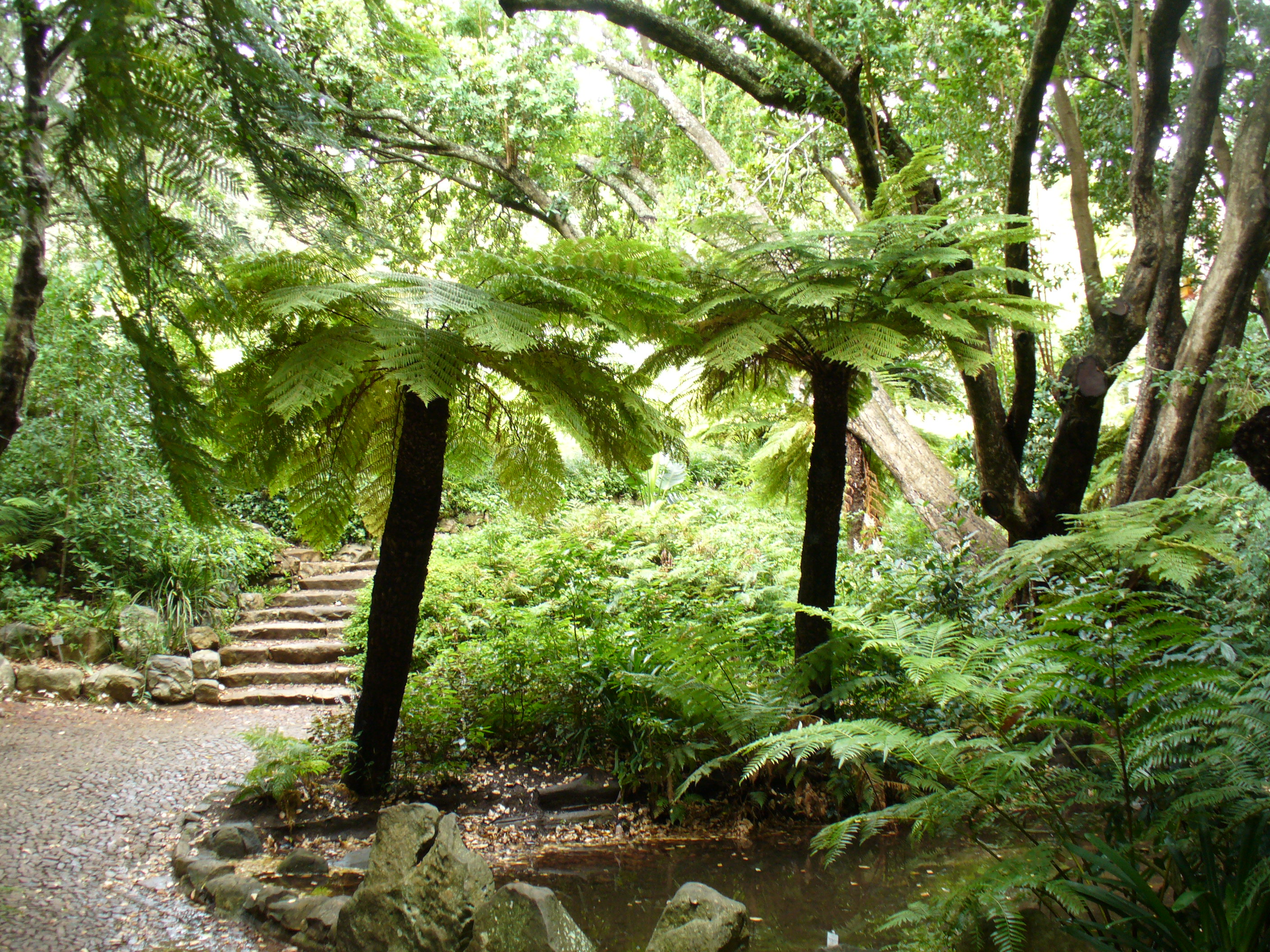
Cyathea dregei
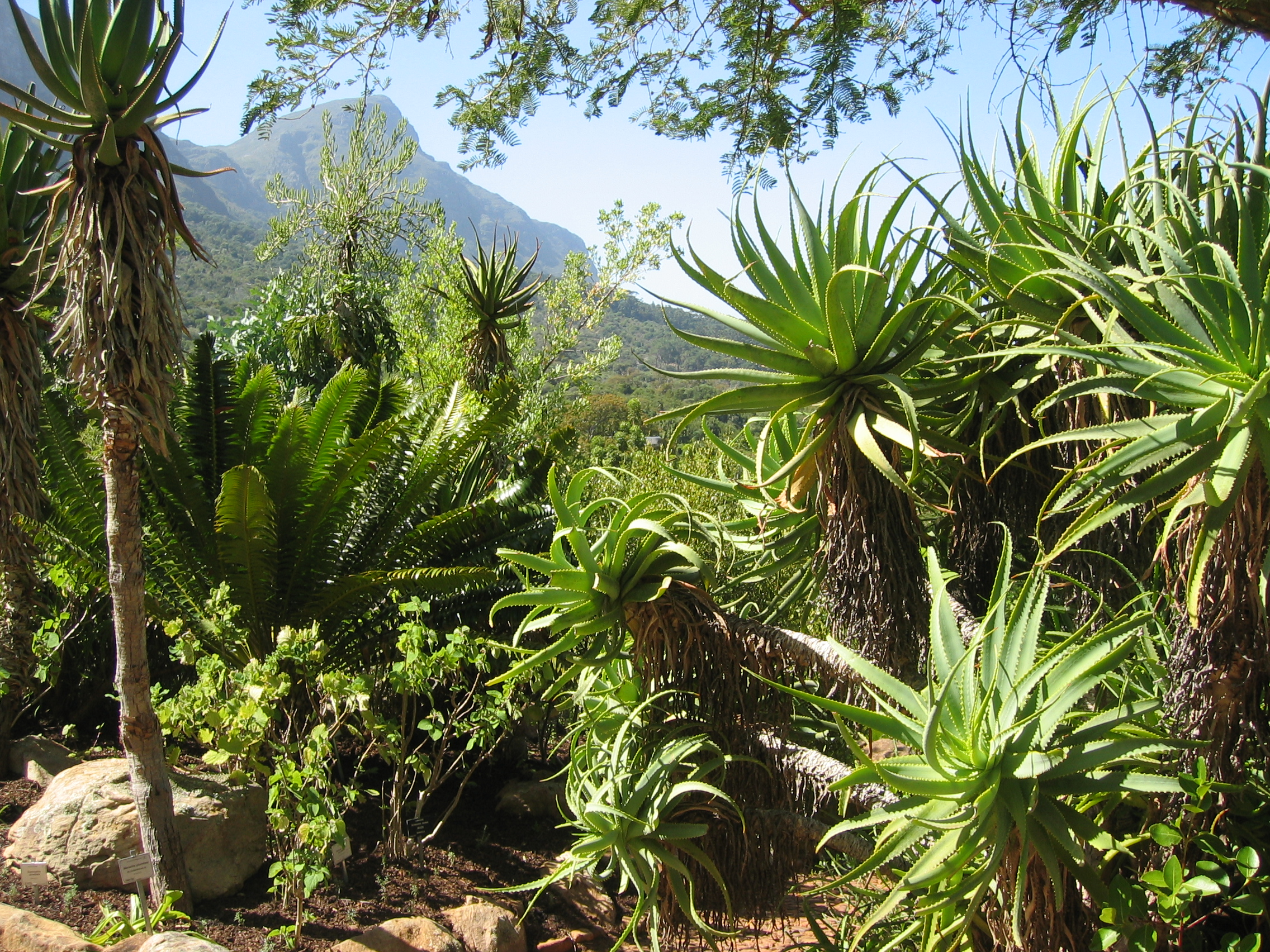
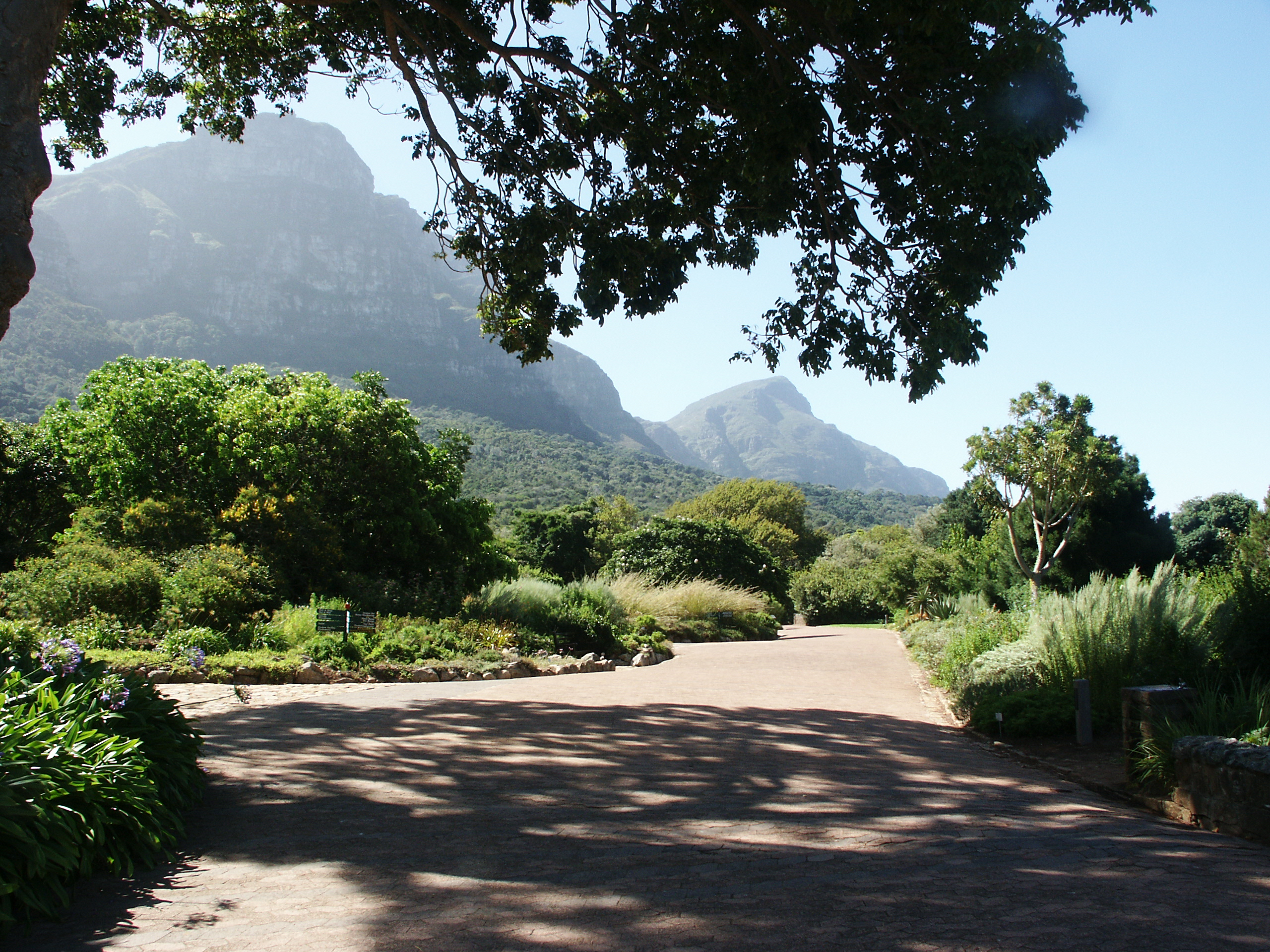